# Grewia eriocarpa
Grewia eriocarpa är en malvaväxtart som beskrevs av Antoine Laurent de Jussieu. Grewia eriocarpa ingår i släktet Grewia och familjen malvaväxter. Inga underarter finns listade i Catalogue of Life.